# Franz Anton Josef von Hausen-Gleichenstorff

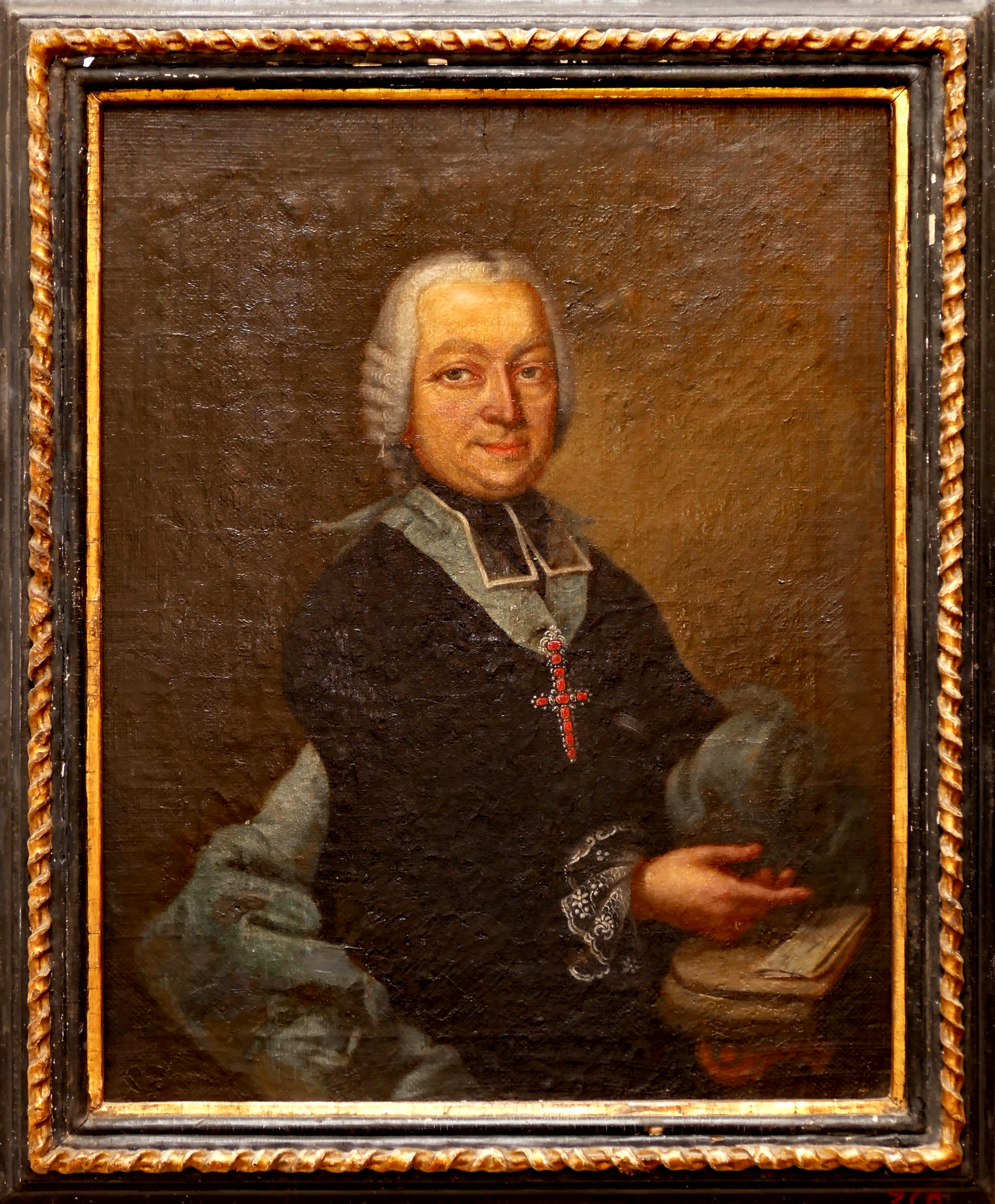
Franz Anton Joseph von Hausen-Gleichenstorff

Franz Anton Josef Freiherr von Hausen-Gleichenstorff (andere Schreibweise: Franz Anton Joseph Freiherr von Hausen zu Gleichensdorf; † 6. März 1780 auf „Schloss Lustheim“ in der Oberschönau)  war Augustiner-Chorherr und von 1768 bis 1780 Fürstpropst von Berchtesgaden.

## Leben
Die ersten nachgewiesenen Freiherren derer von Hausen entstammten im 17. Jahrhundert aus Gleisdorf nordöstlich von Graz in der Steiermark, das später im Namen zu Gleichersdorf beziehungsweise Gleichensdorf oder Gleichenstorff ausgeweitet wurde. Familiensitz und Geburtsstätte des Franz Anton Josef von Hausen-Gleichenstorff war jedoch Schloss Mammertshofen in der Gemeinde Roggwil im Kanton Thurgau am Südufer des Bodensees. In den Dienst der Kirche getreten bzw. zum Priester geweiht wurde er – laut der nur zum Teil erhaltenen Inschrift seines Grabdenkmals – am 28. Oktober 1733.
Franz Anton Josef Freiherr von Hausen-Gleichenstorff ist am 6. März 1780 gestorben und fand seine letzte Ruhestätte unter einer steinernen Grabplatte neben seinem Grabdenkmal in der Stiftskirche in Berchtesgaden.

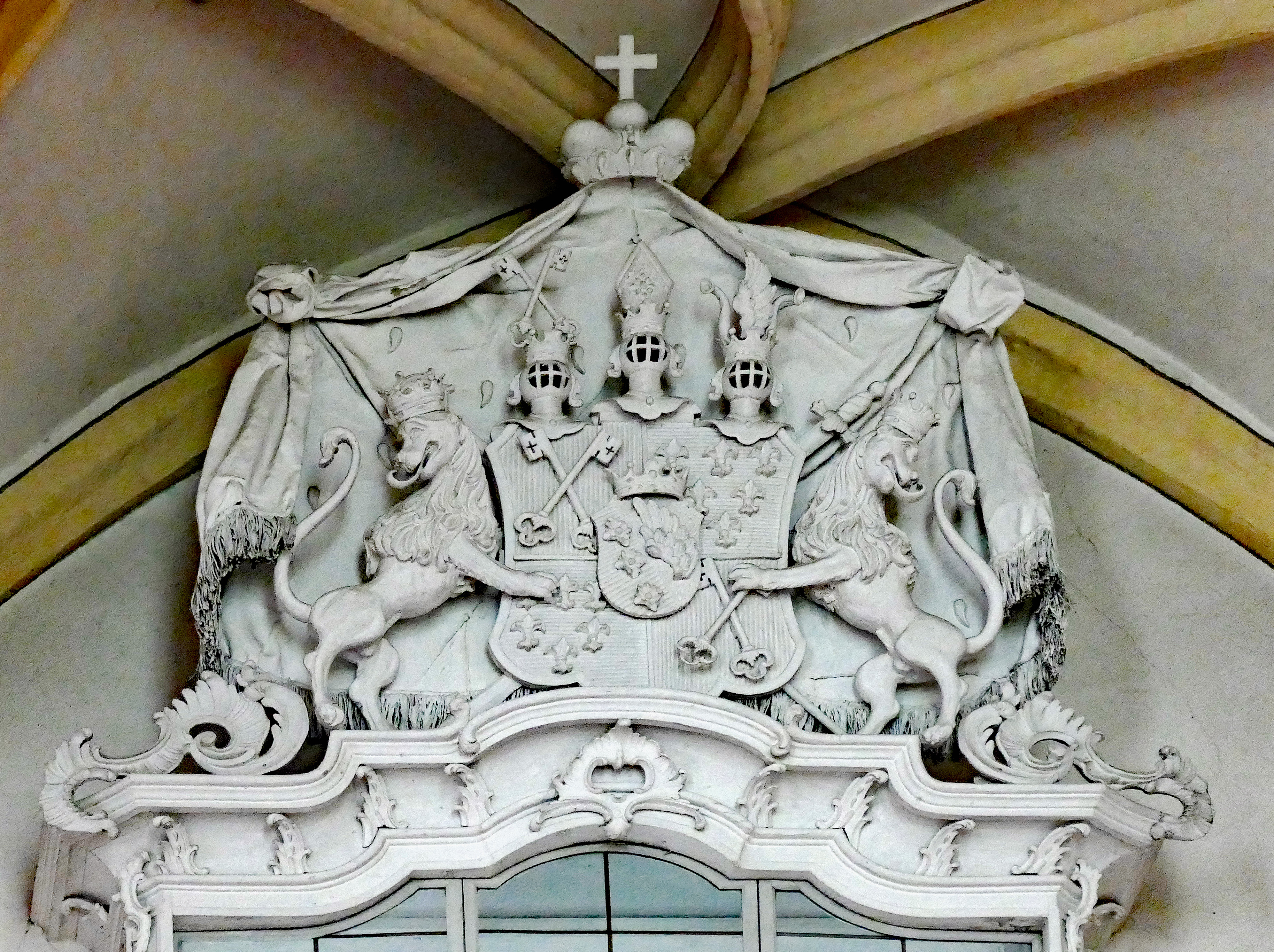
Wappen des von Hausen-Gleichenstorff über dem mittleren Oratorium an der Längsseite der Stiftskirche Berchtesgaden
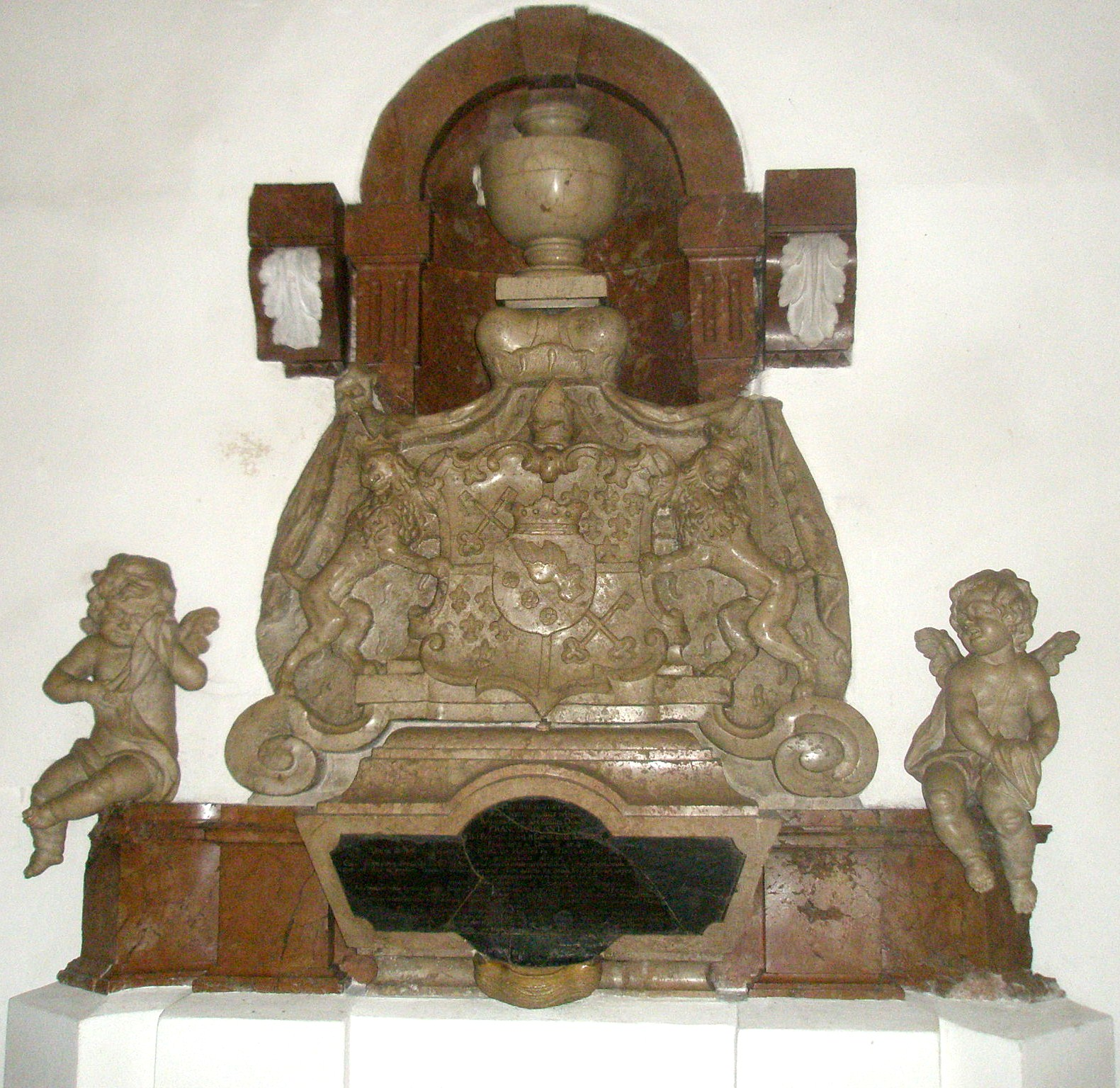
Grabdenkmal Gleichenstorffs, Stiftskirche Berchtesgaden
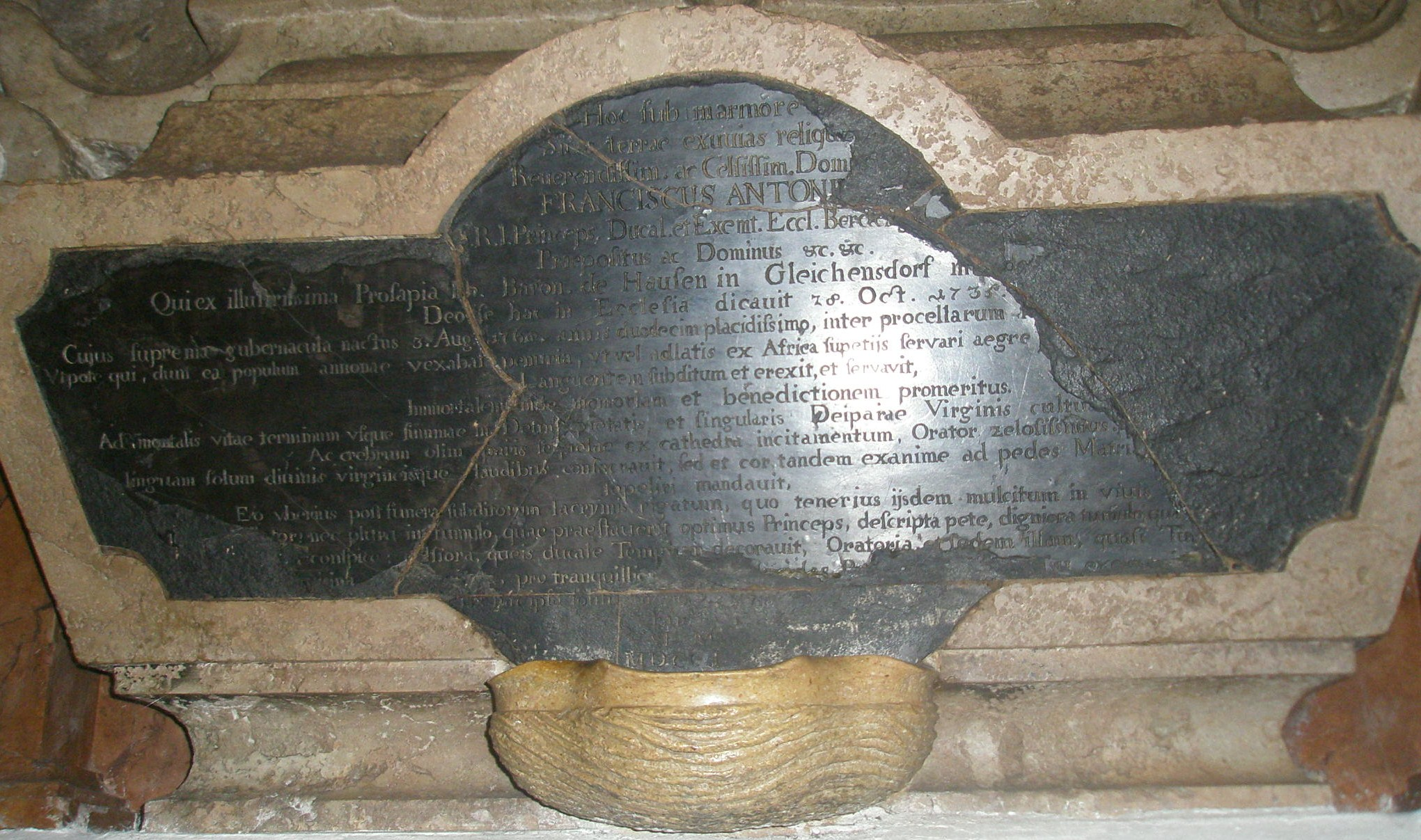
Inschrift des Grabdenkmals

## Wirken

Schloss Lustheim, um 1909

Wiewohl von Beginn an nur ein kleiner, noch dazu hoch verschuldeter „Duodezfürst“, waren bei seiner Wahl der kaiserliche Abgesandte Graf Starhemberg und als Vertreter Bayerns Freiherr von Hofmühlen anwesend. Während der Amts- und Regierungszeit des Fürstpropstes Franz Anton Josef von Hausen-Gleichenstorff wuchsen die Schulden des Stifts noch auf 300.000 Gulden, die Currentschulden auf 100.000 Gulden an.
Auf dem Sulzberg in der Gnotschaft Oberschönau baute er sich ein „niedliches“ Schloss mit dem Namen „Lustheim“, in dem er den größten Teil seines Lebens verbrachte und dort am 6. März 1780 verstarb. 1938 während der Zeit des Nationalsozialismus für ein geplantes, aber nie erbautes Parteiforum zerstört und abgetragen, ist heute auf dem Gelände des Schlosses der vom Friedhofsverband Berchtesgaden unterhaltene Bergfriedhof, auf dem der Großteil der Berchtesgadener Bürger beigesetzt wird.